# Щурячі перегони (фільм)
Щурячі перегони (англ. Rat Race) — пригодницька кінокомедія 2001 року режисера Джеррі Цукера, знята спільно Канадою і США. Головні ролі у фільмі виконали Джон Кліз, Ровен Аткінсон, Куба Гудінг (молодший), Вупі Голдберг, Джон Ловітц і Сет Грін.

## Сюжет
Мільярдер і власник казино у Лас-Вегасі Дональд Сінклер організовує незвичайні змагання. Він помістив у шість «одноруких бандитів» шість золотих жетонів. Випадкові люди, якім вони дістались, запрошені взяти участь у перегонах — хто першим добереться з Вегаса до Сілвер-Сіті у Нью-Мексико, той отримає 2 млн долларів. Гроші лежать у камері схову на вокзалі. Учасники перегонів навіть не здогадуються, що Сінклер тим часом влаштував зі своїми друзями-багатіями своєрідний тоталізатор, і на кожного з них вже зроблені ставки.

## У ролях
- Джон Кліз — Дональд Сінклер, мільярдер і організатор перегонів
- Ровен Аткінсон — Енріко Полліні, італійський турист-нарколептик
- Куба Гудінг — Оувен Темплтон, футбольний суддя
- Вупі Голдберг — Віра Бейкер
- Ланей Чепман — Меррілл Дженнінгс, донька Віри
- Брекін Меєр — Нік Шеффер, юрист
- Джон Ловітц — Ренді Пір, недолугий і безвідповідальний голова сімейства
- Кеті Наджимі — Беверлі Пір, дружина Ренді
- Сет Грін — Даян Коді, шахрай
- Вінс Вулоф — Блейн Коді, брат Даяна, має проблеми з пірсингом
- Емі Смарт — Трейсі Фозет, досвідчений пілот гелікоптера
- Вейн Найт — Зак Маллоззі, водій швидкої
- Дейв Томас — Гарольд, ассистент Сінклера
- Дін Кейн — Шон, колишній хлопець Трейсі
- Броді Сміт — Джейсон Пір, син Ренді
- Джилліан Марі — Кімберлі Пір, донька Ренді
- Сайлас Вейр Мітчелл — Ллойд, власник магазину
- Коллін Кемп — медсестра